# Berlinde
Berlinde (português europeu) ou bola de gude (português brasileiro) é uma pequena bola de vidro maciço, pedra ou metal, que pode ser translúcida, manchada ou intensamente colorida, de tamanho variável, usada em jogos infantis.

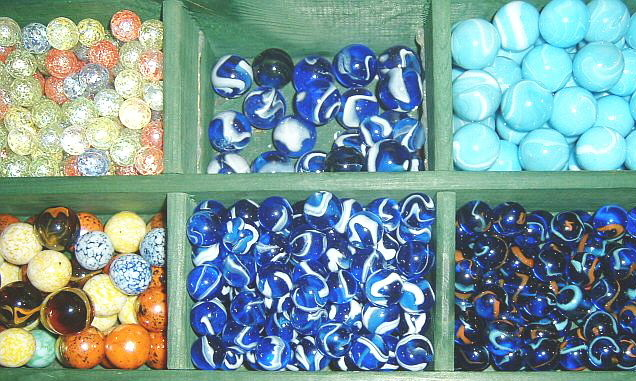
Vários berlindes ou bolinhas-de-gude.

Também é conhecida, entre outros, pelos seguintes nomes: burca, burquinha, baleba, bila, biloca, bilosca, bolinha de gude, bolita, boleba, bugalho, bulica, burica, cabeçulinha (pronunciada "cabiçulinha"), carambola, carambolinha, carolo, clica, fubeca, guelas, peca (pronunciada "pêca"), peteca, pilica, pinica, quilica, tilica e ximbra.
As modalidades são tão variadas quanto os nomes que o berlinde recebe, variando de cidade para cidade, de rua para rua, de acordo com a criatividade das crianças. Uma das brincadeiras mais popularizadas (o jogo de bolinhas praticado nas histórias da Turma da Mônica) consiste em um círculo desenhado no chão, onde os jogadores devem, com um impulso do polegar, jogar a bolinha. Os jogadores seguintes devem acertar a bolinha, e se conseguirem retirá-la do círculo, elas se tornam suas. Vence aquele que ficar com as bolinhas de seus companheiros.
Em outras modalidades, faz-se uma cova ou buraco no chão. O buraco também tem diferentes nomes em diferentes localidades: búraca, búlico, búlica, búrica, oca, etc.

## Principais modalidades
- Três covinhas (ou búlica): esta variante consiste em fazer um percurso de ida e volta no qual o jogador tem que colocar o seu berlinde (bolica) dentro de cada cova, podendo também acertar nos berlindes dos adversários, afastando-os das covas por forma a dificultar as suas jogadas. O vencedor ganha o número de berlindes preestabelecido antes do jogo. Em algumas regiões as covinhas são cinco, sendo quatro na reta e uma na lateral formando um "L".
- Três covinhas (outra versão de búlica): numa linha reta imaginária, fazem-se 3 covas na terra, de aproximadamente um palmo (de criança), que distem entre si um passo grande ou salto (de criança). O jogo começa com os jogadores em pé, a lançarem as bolicas, um de cada vez, de uma cova para a mais distante. Aquele que ficar mais perto do búlico, ou aquele que conseguir acertar dentro do búlico em primeiro lugar, começa. O objectivo é fazer um percurso de ida e volta e terminar no búlico do meio (entrar em seis búlicos). Para fazer o percurso o jogador pode acertar numa bolica de um adversário e vai directamente para o búlico seguinte, ou tentar acertar diretamente no próximo búlico, se conseguir, tanto num caso como no outro tem o direito a jogar outra vez. Se um jogador tiver a sua bolica dentro de uma cova ninguém lhe pode acertar. A partir do momento em que o jogador chegar ao sexto búlico (chamada papa), se acertar na bolica de um adversário este perde. Um jogador que tenha atingido a quarta cova (o meio pilas), pode acertar no berlinde de um jogador que já tenha conseguido chegar à sexta cova (o mata) sem perder. Sempre que um jogador que tenha atingido "o mata" acertar noutro berlinde (excepto se este estiver dentro de uma cova), "mata" esse jogador e continua o jogo até só haver um só jogador. Percurso e nomes das covas: primeira, segunda, terceira, "meio-pilas" (quarta cova), "pilas" (quinta cova) e "mata" (sexta cova).
- Jogo do Mata: consiste no uso de apenas o berlinde principal (berlinde grande). Com um número de jogadores ilimitado, o objectivo é, em espaço aberto, tentar acertar à vez com o nosso berlinde num qualquer outro berlinde adversário. Se houver sucesso recebe um ou mais berlindes do adversário (conforme acordado) e o jogo procede com nova jogada. Em caso de insucesso passa a vez ao próximo jogador. O jogo só termina por vontade dos jogadores.
- Círculo: é riscado um círculo no chão, onde os jogadores colocam um número pré-determinado de bolinhas, distribuído à vontade de cada jogador. Sorteado quem inicia, com sua bolinha a uma distância também pré-determinada tenta tirar do círculo a maior quantidade de bolas que passam a ser suas. Se errar é passada a vez. Se a bolinha atiradora ficar no círculo além da vez o jogador tem de deixá-la. Usa então outra bola, na sua vez.
- Estrela: uma variante do círculo é a estrela onde é colocada uma bolinha em cada cruzamento da estrela. Os riscos são feitos na terra ou usado giz.
- Triângulo: uma outra versão consiste num triângulo desenhado no chão. É pré-determinada a quantidade de berlindes colocados por cada jogador dentro do triângulo e um de cada vez tenta retirá-las com o seu, possuindo-as. Também vale acertar nas dos adversários para ganhar vantagem ou atrapalhá-los. Ganha-se a vez, podendo continuar sua jogada, cada vez que o seu berlinde toca em outro, do triângulo ou mesmo dos adversários. Contudo, numa versão mais competitiva, o jogador que acertar no adversário, não só o exclui do jogo, como também passa a possuir os berlindes que por ventura tenham sido retiradas pelo outro do triângulo. Assim, o vencedor será aquele que evitará ser acertado pelos outros e que ficará com todas os berlindes colocados por cada jogador no triângulo.
- Biribinha: nessa vertente o jogo deve ser praticado em areia, terra, ou ainda em chão batido, nele o jogador deve furar o chão e marcar um círculo de 8 cm de raio, aproximadamente, e vence o jogador que conseguir colocar mais e em menos tacadas as bolinhas (bolicas) de gude no buraco (búlico).
- Meia lua: numa terra de chão batido, nele o jogador deve desenhar um meio círculo, e vence o jogador que retirar qualquer bolinha numa única tacada.
- Bolicross: em uma caixa de areia ou na areia da praia, os jogadores primeiro constroem uma pista ao estilo de motocross ou bicicross, incluindo obstáculos como rampas, lombadas, curvas inclinadas, zigue-zagues, etc. As laterais da pista devem ser demarcadas por um muro ou por uma linha na areia. Sorteia-se a ordem de jogo e a seguir, inicia-se a corrida. O objetivo é percorrer a extensão da pista com o menor número de jogadas. São eliminados os jogadores que usarem atalhos ou cujas bolitas saírem fora da pista após seu arremesso. Caso a bolita seja lançada para fora da pista devido ao impacto da bolita de um adversário, a bolita é recolocada em jogo a partir do ponto mais próximo na linha lateral da pista por onde a bolita saiu. Se uma bolita for lançada para uma posição mais avançada pelo impacto de uma bolita adversária, vale a nova posição. O último jogador ainda em jogo é declarado vencedor. Em caso de empate, é feita uma jogada extra a partir da linha de largada e vence o jogador que conseguir arremessar a bolita mais longe, sem sair da pista. Não é permitido jogar na contramão para prejudicar os adversários.

## Tipos
Existem diversos tipos de bolinhas cujos nomes variam conforme a região. Entre os mais comum estão:
- Aopaco (vidro leitoso), com efeitos coloridos externos.
- Leitosa ou Leiterinha, fabricada com material tipo mármore.
- Buticão, Bulião, Bigolhão, Bigoião ou Bolichão (Brasil), maior que as bolinhas convencionais, pode ser de diversos tipos (como a americana ou a leitosa).
- Bazuca e baleia (Portugal), maiores que os berlindes convencionais, sendo a baleia maior que a bazuca.